# スゼガーナ
スゼガーナ（伊: Susegana）は、イタリア共和国ヴェネト州トレヴィーゾ県にある、人口約12,000人の基礎自治体（コムーネ）。

## 地理

### 位置・広がり

#### 隣接コムーネ
隣接するコムーネは以下の通り。
- コネリアーノ
- ネルヴェーザ・デッラ・バッターリア
- ピエーヴェ・ディ・ソリーゴ
- レフロントロ
- サン・ピエトロ・ディ・フェレット
- サンタ・ルチーア・ディ・ピアーヴェ
- セルナリーア・デッラ・バッターリア
- スプレジアーノ

### 気候分類・地震分類
気候分類では、zona E, 2494 GGに分類される。
また、イタリアの地震リスク階級 (it) では、zona 2 (sismicità media) に分類される。

## 行政

### 分離集落
スゼガーナには、以下の分離集落（フラツィオーネ）がある。
- Colfosco, Collalto, Ponte della Priula